# Paya (ort i Dominikanska republiken)
Paya är en ort i Dominikanska republiken.   Den ligger i provinsen Peravia, i den södra delen av landet, 40 km sydväst om huvudstaden Santo Domingo. Paya ligger 47 meter över havet och antalet invånare är 6 916.
Terrängen runt Paya är platt söderut, men norrut är den kuperad. Havet är nära Paya åt sydost. Runt Paya är det ganska tätbefolkat, med 129 invånare per kvadratkilometer. Närmaste större samhälle är Baní, 4,3 km nordväst om Paya. Omgivningarna runt Paya är en mosaik av jordbruksmark och naturlig växtlighet.